# The Jungle King
Vua rừng xanh (tựa tiếng Anh: The Jungle King, hay còn biết với tựa là Enchanted Tales: The Jungle King) là bộ phim hoạt hình thuộc thể loại phiêu lưu, hài hước năm 1994 của Mỹ, Diane Eskenazy làm đạo diễn. Phim được trực tiếp phát hành ngày 21 tháng 6 năm 1994 tại Mỹ.

## Nội dung
Vua sư tử Maximillian đệ III là một vị vua nổi tiếng nghiêm khắc, anh đang trị vì một vương quốc rộng lớn thì bỗng dưng một ngày nọ bị một nhóm thợ săn gài bẫy, bắt đi trong khi anh đang tắm suối một mình trong rừng. May mắn thay Tướng quân khỉ Glump biết chuyện này nên ông liền nghĩ ra một cách mà ông cho là hay nhất cần phải làm là: đi tìm sư tử Irwin - người anh trai song sinh vui tính của Max về hoàng cung để thay thế Max làm vua tạm thời cai quản vương quốc một ngày trong khi ông đi cứu Max về.
Mục đích của Tướng Glump là muốn cho anh em Max và Irwin hội ngộ sau nhiều năm xa cách cũng như cho Max về nhanh chóng về tập hợp quân đội chuẩn bị chiến đấu với vua hổ Raj ở nước láng giềng sắp đem quân xâm lược.

## Diễn viên lồng tiếng
- Arnold Schwarzenegger - Max / Irwin
- Monica Keena - Leonette, nàng sư tử cái xinh đẹp
- Keith Scott - Glump, tướng quân khỉ
- John Bennett Perry - Hyena, quan giữ ấn linh cẩu
- Gilbert Gottfried - Vẹt Ricardo, quân sư của Hyena
- Jim Cummings - Vua hổ Raj / Thợ săn mập
- Lionel G. Wilson - Thợ săn ốm